# Louise Richer
 (juillet 2017).
Si vous disposez d'ouvrages ou d'articles de référence ou si vous connaissez des sites web de qualité traitant du thème abordé ici, merci de compléter l'article en donnant les références utiles à sa vérifiabilité et en les liant à la section « Notes et références ».
Pour les articles homonymes, voir Richer.
Louise Richer est une actrice et directrice générale de l'École nationale de l'humour. 
Comédienne, elle obtient une trentaine de rôles dans des séries télévisées et au cinéma au cours de sa carrière. Elle œuvre comme directrice artistique, productrice au contenu et metteure en scène sur plusieurs événements télévisés d’envergure. C'est en 1988 qu'elle fonde l'École nationale de l'humour. Elle a complété en février 2016 le EMBA McGill – HEC Montréal.

## Filmographie
- 1985 : Visage pâle : Diane
- 1987 : Les Voisins : Luce
- 1987 : La Grenouille et la Baleine : la mère
- 1989 : Les Matins infidèles : Pauline
- 1989 : Porte de secours : Béatrice
- 1989 : Cruising Bar : Louise
- 1991 : Des fleurs sur la neige (série télévisée)
- 1993 : Cormoran (série télévisée) : Maureen Bellavance[1]
- 1993: Mon Amérique à moi
- 1994: Scoop 4
- 1994 : La Fête des rois
- 1996 : Le Silence des fusils : Johanne
- 1996 : Le Cri de la nuit : Hélène
- 1997 : Un gars, une fille (série télévisée) : Loulou
- 1999 : Catherine (série télévisée) : Diane
- 2005: Les Bougon (série télévisée) : directrice du C.A.C.A.
- 2007: C.A. (série télévisée) : mère de Maude
- 2007: Les Invincibles (série télévisée) : mère de Kevin
- 2008: Casino (série télévisée) : Élaine
- 2009: Un cargo pour l'Afrique : Mme Greshal
- 2014: Un parallèle plus tard : Michelle

## Distinctions
- 2016: Récipiendaire de l’Ordre du Canada « pour sa contribution à l’épanouissement et à la diffusion des arts du spectacle en tant que directrice de l’École nationale de l’humour. »
- 2016: Sélectionnée dans le top 50 mondial des meilleurs diplômés au EMBA –« The 50 Best & Brightest EMBAs of the Class of 2016 » by  Poets and Quants
- 2015: Lauréate du Mercure Leadership Germaine-Gibara catégorie PME lors des Mercuriades
- 2014: Lauréate du Prix femmes d’affaires du Québec, catégorie OBNL
- 2013: Palme d’honneur du Consulat général de la République d’Haïti à Montréal
- 2010: Prix Reconnaissance UQAM de la faculté des sciences humaines qui souligne la qualité exceptionnelle de son parcours professionnel
- 2003: Olivier exceptionnel pour les 15 ans de l’École nationale de l'humour lors du gala Les Olivier